# Новый Актанышбаш
Но́вый Актанышба́ш (баш. Яңы Аҡтанышбаш) — село в Краснокамском районе Башкортостана, входит в состав Шушнурского сельсовета.

## Географическое положение
Расположено в центре Краснокамского района Республики Башкортостан. С восточной стороны возвышается холм Биектау (в истории упоминается название горы как Юряктау, тат. Йөрәктау) с отметкой 194,1 м.

## История

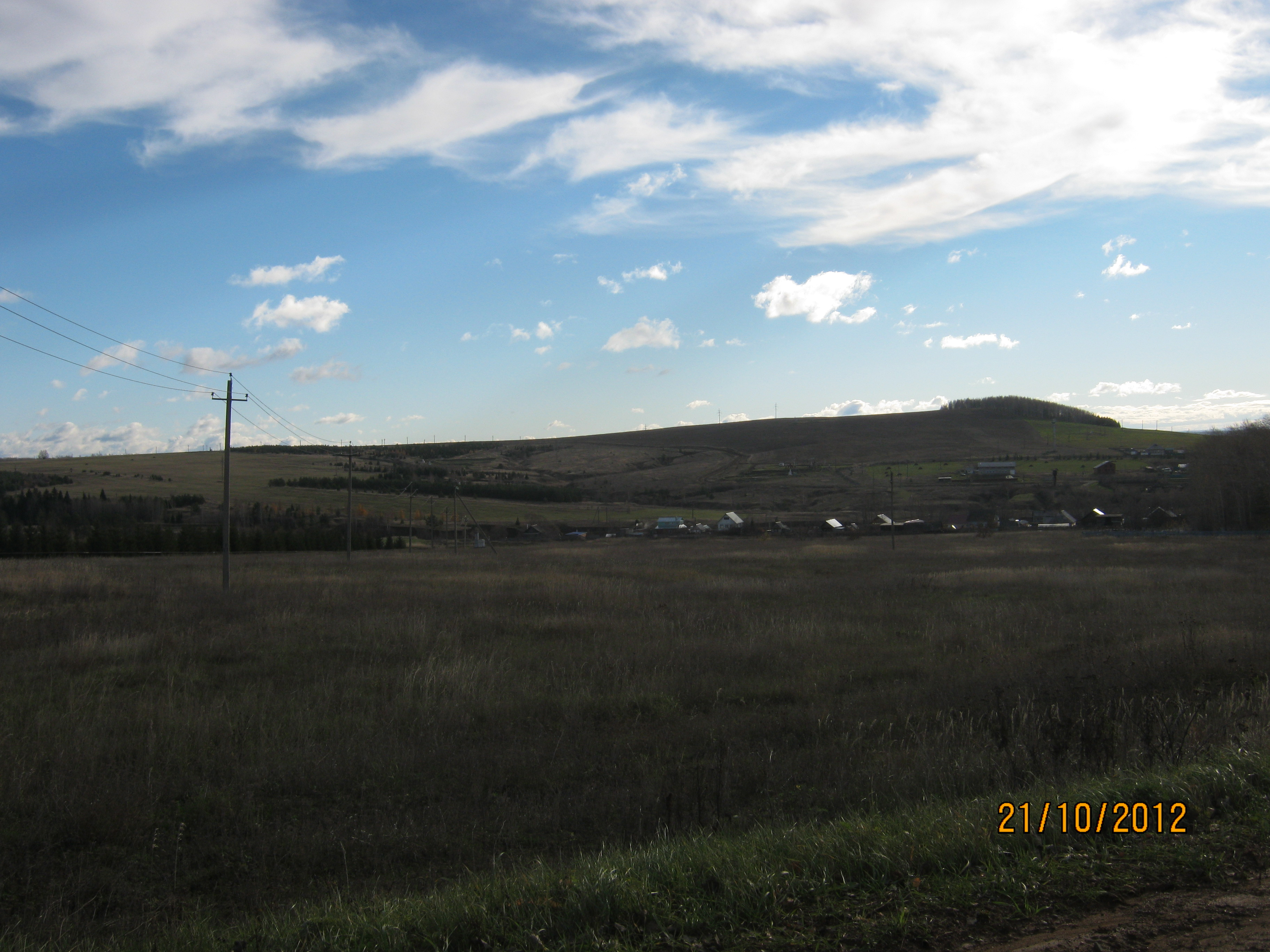
Новый Актанышбаш на фоне горы

Школа в с. Новый Актанышбаш

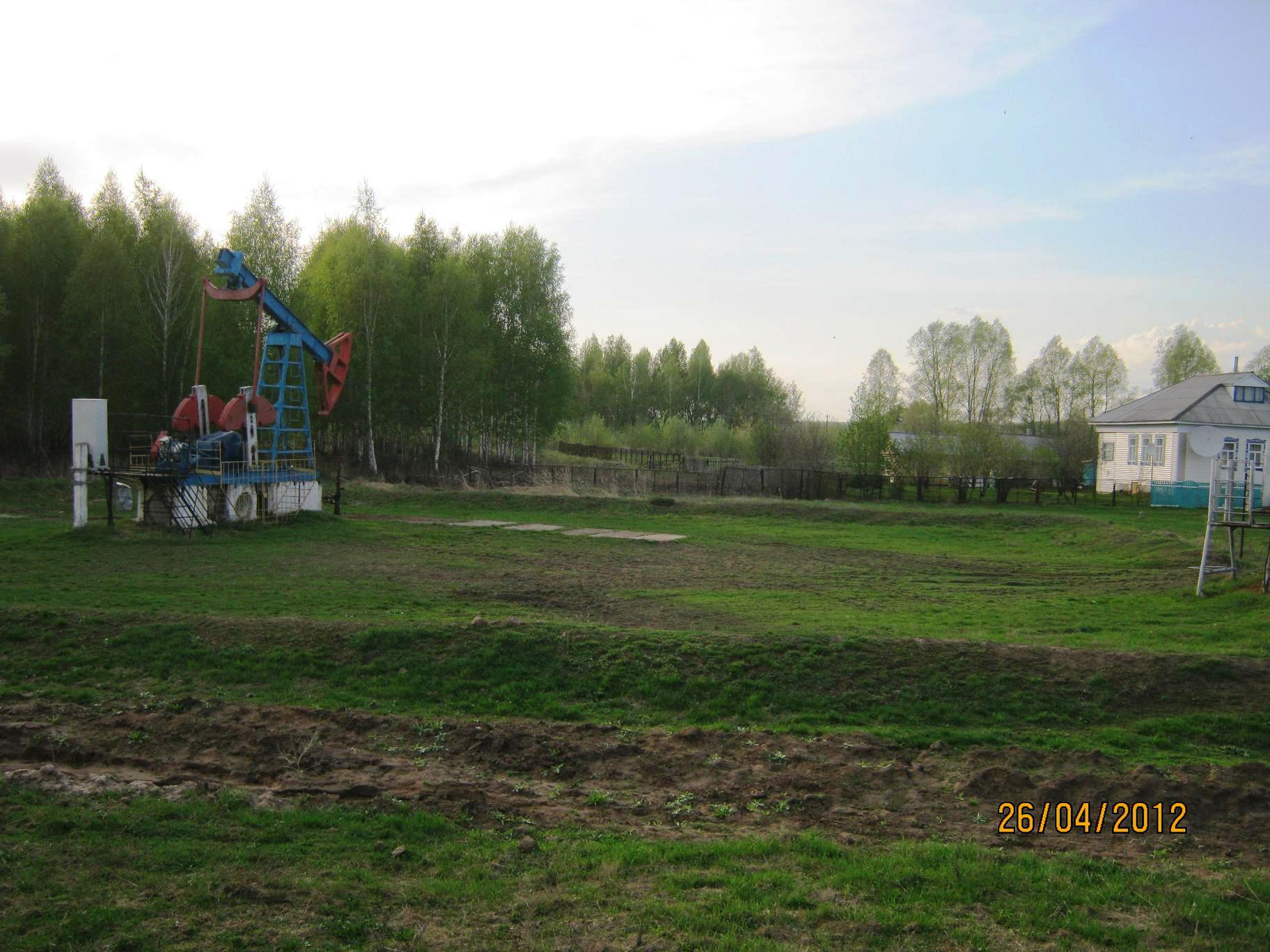
Станок-качалка в деревне

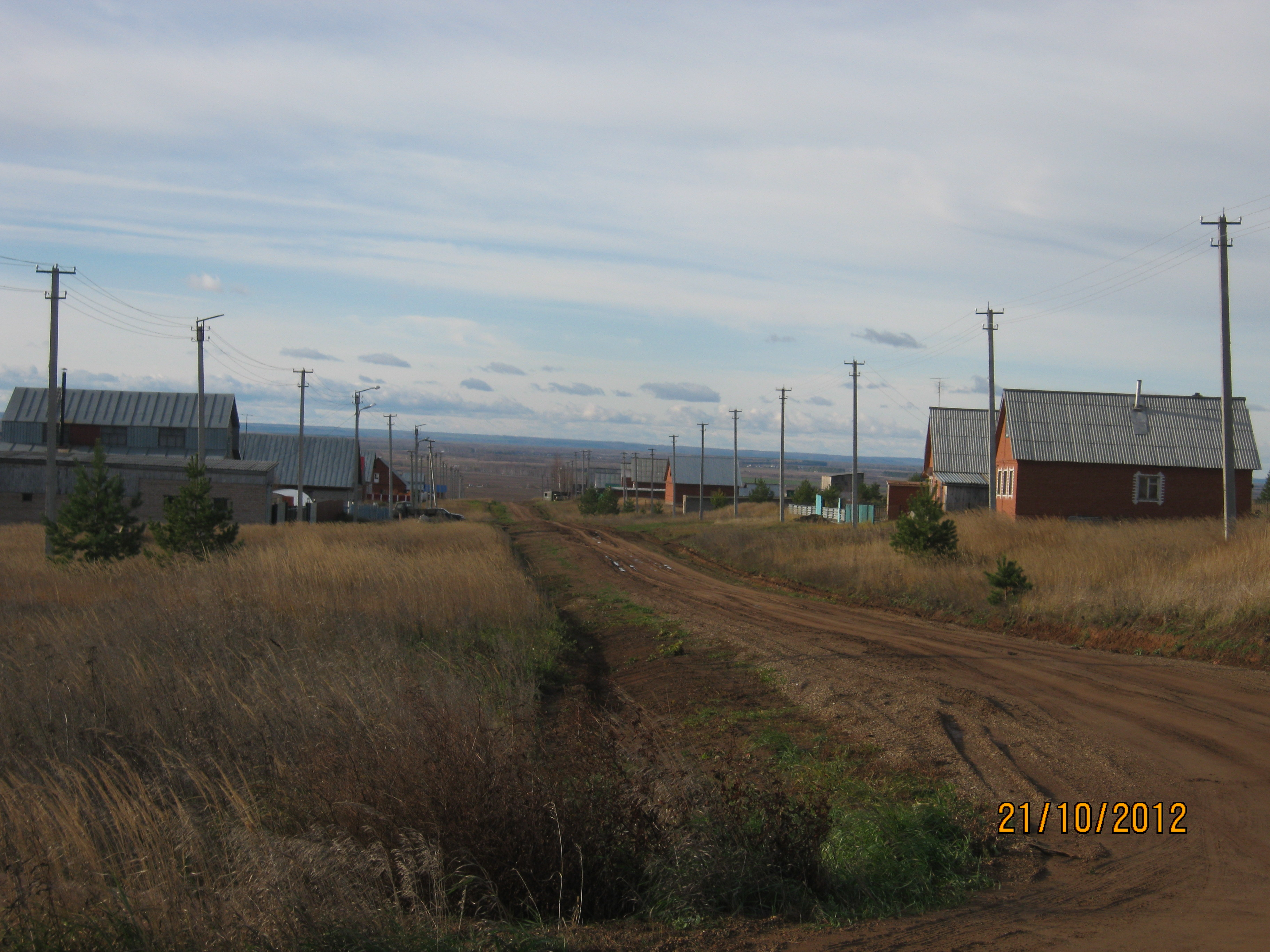
Новая улица Таштау

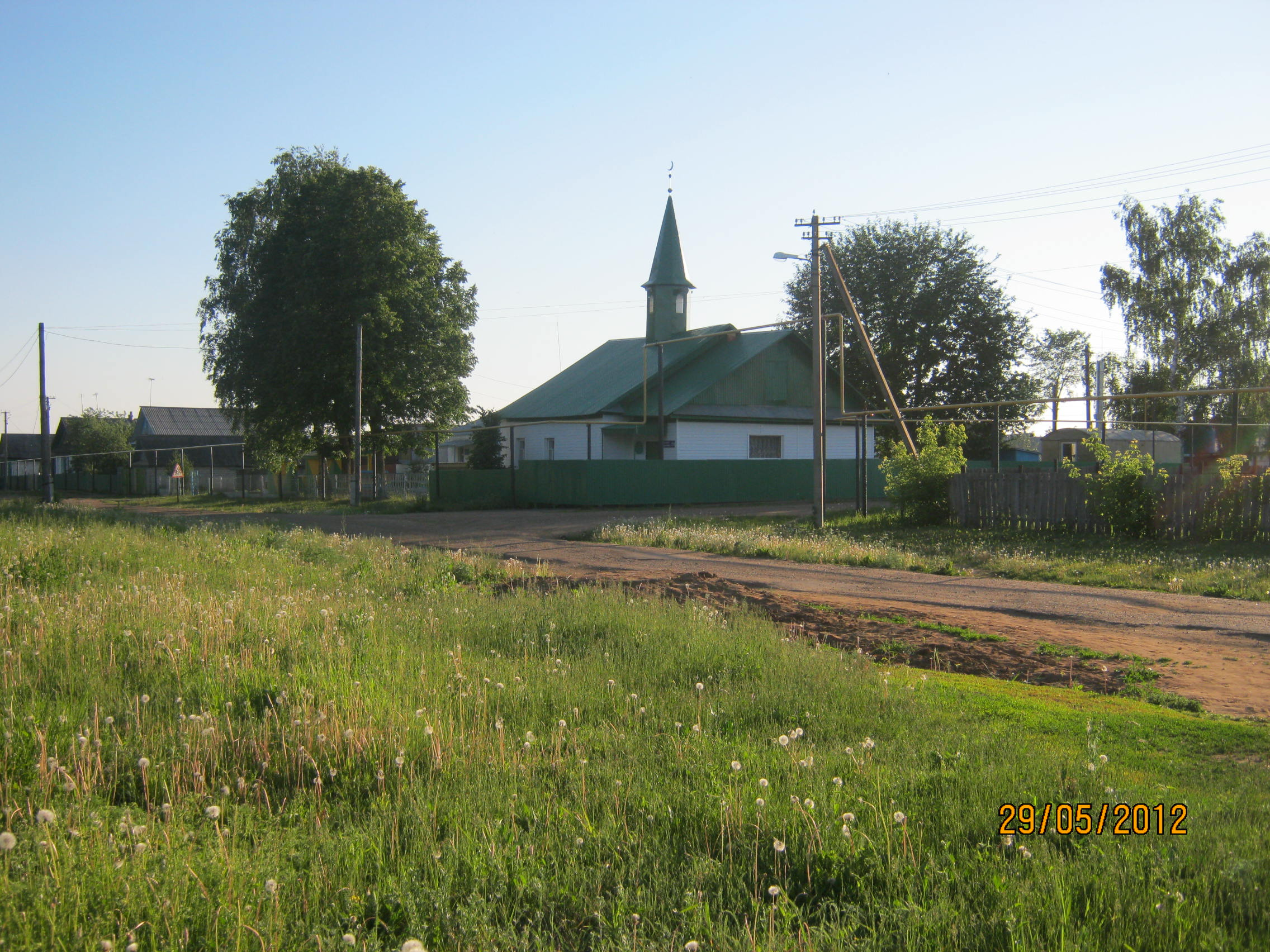
Мечеть «Иман нуры»

Село было основано башкир-вотчинниками деревни Актанышбаш Гарейской волости Мензелинского уезда Оренбургской губернии на собственных вотчинных землях. Хутор под названием Верхний Актанышбаш известен с начала XIX века.
Башкиры Азякулевской тюбы имели в Бирском уезде жалованную землю с лесом, называемую «Бикбаевский аймак», которую продали крестьянам Касевской волости П. И. Баранову и Н. Г. Кузнецову с товарищами за 8452 рубля, за что те получили право «поселиться с 1819 года и пользоваться ею в течение 50 лет».
Однако тогда крестьяне не смогли обосноваться на выбранном ими месте из-за того, что там действовал поташный завод Абдрашита Атангулова. В 1844 году на купленной крестьянами земле «самовольно поселились башкирцы из другого аймака, кои и теперь (1859 год) живут двумя деревнями Нагаевой и Актанышбаш».
Как хутора эти деревни они были известны ещё в начале XIX века, когда в Актанышбаше проживало 125 душ мужского пола башкир-вотчинников, вышедших из деревни Актанышбаш Азякулевской тюбы. В том, что жители деревни Новый Актанышбаш им (жалобщикам) были чужие по владению землей, они отчасти правы — не все из них принадлежали к одной и той же Азякулевской тюбе: были здесь и киргизцы из другой деревни Актаныш. Относительно новонагаевцев жалобщики абсолютно правы, поскольку новопоселенцы относились к Янзигитовской тюбе
В 1844 году хутор Новый Актанышбаш получила статус самостоятельного поселения деревни вместе с атрибутами власти — десятником, сотником, тюбе-карты (деревенским начальником), выполняющими административно-полицейские обязанности.

## Население
| 1859 | 1905  | 1920  | 2002 | 2009 | 2010 |
| ---- | ----- | ----- | ---- | ---- | ---- |
| 588  | ↗1297 | ↗1619 | ↘703 | ↗743 | ↘735 |

Большинство — башкиры (80 %).
В 1859 году здесь в 93 домах проживало 588 человек. 657 мужчин и 640 женщин при 242 дворах показали в 1905 году. Деревня имела 3 водяные мельницы, по 2 мануфактурные и бакалейные лавки. Действовало 2 мечети. 1619 башкир при 323 домах зафиксировано переписью 1920 года.

## Образование
Средняя общеобразовательная школа.

## Культура
Дом культуры, библиотека.

## Инфраструктура
На нескольких улицах имеется центральное водоснабжение, газоснабжение (кроме улицы Таштау), действуют три продовольственных магазина.

## Религия
В селе есть мечеть «Иман Нуры».